# Nikolaj Bucharin

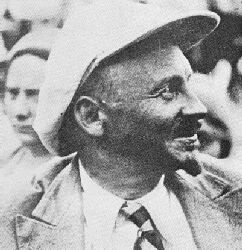
Nikolaj Bucharin 1928.

Nikolaj Ivanovitj Bucharin (ryska: Николай Иванович Бухарин), född 9 oktober 1888 i Moskva, död 15 mars 1938 i Moskva (båda år enligt nya stilen), var en rysk kommunist och sovjetisk politiker. Bucharin var en av de främsta ledarna för bolsjevikerna, av Vladimir Lenin kallad "hela partiets favorit". Han var också en marxistisk teoretiker och två av hans böcker har blivit översatta till svenska. Under slutet av 1920-talet ledde Bucharin den sovjetiska högeroppositionen mot Josef Stalin. Bucharin dömdes och avrättades 1938 i skådeprocesserna under de stora utrensningarna inom bolsjevikerna. Han blev rehabiliterad 1988.

## Biografi
Nikolaj Bucharin drogs till bolsjevismen under 1905 års ryska revolution och anslöt sig 1906 till bolsjevikpartiet. Han studerade nationalekonomi i Moskva 1907, satt 1909–1911 fängslad som revolutionär och fortsatte därefter sina studier i Wien 1912–1913. År 1912 lärde han känna Vladimir Lenin och började aktivt att samarbeta med denne såväl politiskt som litterärt. Eter en äventyrlig vistelse 1914 i Österrike och Schweiz kom Bucharin med falskt pass till Sverige 1915, medarbetade i tidskriften Stormklockan, deltog 1916 i ungdemokraternas kongress i Stockholm, men utvisades efter omkring en månads fängelsevistelse på Långholmen (samtidigt med Zeth Höglund) med anledning av antimilitarisk propaganda. Efter en kort vistelse i Norge och Danmark flyttade Bucharin samma år till New York, där han outtröttligt bedrev propaganda för revolutionär internationalism. Efter februarirevolutionen 1917 återvände han via Japan till Ryssland och var aktiv inom nästa maktövertagande – bolsjevikernas oktoberrevolution samma år. Efter freden i Brest-Litovsk i mars 1918 bedrev han en energisk revolutionspropaganda i Tyskland, varifrån han utvisades.
Han blev 1919 chefredaktör för tidningen Pravda och därmed en betydelsefull partimedlem. Han hade stor förhoppningar om den kommande världsrevolutionen och fortsatte under 1920-talet sitt internationella engagemang i Komintern, där han var ordförande åren 1927–1929. Han utgav Lenins samlade verk.
Från att ha varit en kompromisslös vänsteroppositionell inom partiet, blev han efter krigskommunismens negativa erfarenheter en av de främsta förespråkarna av den nya ekonomiska politiken (NEP), som var allt annat än kompromisslös. Det var bland annat på grund av detta engagemang inom partiets högeropposition som gjorde att Bucharin kom i konflikt med Stalin 1928. Redan året därefter lät Stalin avsätta honom från sina uppdrag inom Komintern, Pravda och centralkommittén. År 1937 uteslöts han ur partiet, arresterades och avrättades efter den sista stora moskvarättegången 1938. 
Skådeprocessen mot Bucharin började 2 mars 1938 och utgjorde den tredje i ordningen. Tre medlemmar av Lenins politbyrå stod åtalade; Bucharin, Rykov och Kretinskij. Anklagelseakten var diger - den gällde spionage, sabotage, underminering av krigsmakten, strävan att bryta sönder Sovjetunionen och återinföra kapitalismen. De hade organiserat trotskister, zinovjeviter, högermän, mensjeviter, socialrevolutionörer och borgerliga nationalister. Fler av dem hade sedan 1920-talets början tjänstgjort som spioner åt Tyskland, Storbritannien, Japan och Polen. Sabotage hade förövats i industrin, jordbruket, näringslivet och finansväsendet. De bar även ansvaret för Maxim Gorkijs död. 
Den ökände statsåklagaren Vysjinskij beskrev i rättssalen Bucharin som ”ett rovdjur, en gam som skummar över av giftigt slem, ett kadaver”. Susan Sontag skriver att Koestlers roman Natt klockan tolv på dagen, som enligt förordet behandlar de liv som blev offer för Moskvaprocesserna, i första hand är baserad på Bucharin.
De politiska skrifter som fanns av honom i Nazityskland brändes av nationalsocialister under de landsomfattande bokbålen 1933. 
Bucharin var en framträdande marxistisk teoretiker, och publicerade en mängd inflytelserika verk inom området. Han betraktade marxismen som en rigorös, laguppställande vetenskap. 
Bucharin rehabiliterades i februari 1988; vilket var en stark symbolisk handling som möjliggjordes av Michail Gorbatjovs glasnostpolitik, det vill säga öppenhet mot såväl historia som framtid. Detta sammanföll med erkännandet av Gulags existens och omfattning samt den politiska terrorn under 1920- och 1930-talet.

## Tecknare
Nikolaj Bucharin var en begåvad serietecknare som efterlämnade många teckningar av dåvarande sovjetiska politiker. Teckningarna används ibland för att illustrera biografier över dessa personer. Den ryske historikern Jurij Zjukov har hävdat att Bucharins porträtt av Josef Stalin är det enda som har tecknats av originalet och inte från ett fotografi.

## Böcker av Bucharin på svenska
- Kommunismens ABCD (tillsammans med Jevgenij Preobrazjenskij) – 1920
- Den materialistiska historieuppfattningen – 1921